# 162
| [ Edytuj tabelę ] |                                                   |
| Cesarz Chin       | - 146 Han Huandi 168                              |
| Władca Korei      | - 146 Ch’adae 165                                 |
| Papież            | - 155 Anicet 166                                  |
| Król Partów       | - 147 Wologazes IV 191                            |
| Cesarz Rzymu      | - 161 Marek Aureliusz 180 - 161 Lucjusz Werus 169 |

Rok 162 / CLXII
stulecia: I wiek ~
II wiek ~
III wiek

lata: 152 «
157 «
158 «
159 «
160 «
161 «
162
» 163
» 164
» 165
» 166
» 167
» 172

## Wydarzenia
- Partowie wkroczyli do Syrii.
- Rzymianie porzucili Wał Antonina i cofnęli się na linię Wału Hadriana.

## Urodzili się
- Liu Bei, chiński polityk (zm. 223).